# Grilly
Grilly ist eine französische Gemeinde mit 873 Einwohnern (Stand 1. Januar 2022) im Département Ain in der Region Auvergne-Rhône-Alpes. Sie gehört zum Kanton Gex im Arrondissement Gex und ist Mitglied im Gemeindeverband Pays de Gex Agglo.

## Geographie
Grilly liegt auf 513 m, vier Kilometer östlich von Gex und etwa 14 Kilometer nördlich der Stadt Genf (Luftlinie). Das ehemalige Bauerndorf erstreckt sich im Pays de Gex an aussichtsreicher Lage auf einem Plateau am Südfuß des Mont Mourex (dem Jura vorgelagerte Höhe), am nördlichen Rand des Genfer Beckens, nahe der Staatsgrenze zur Schweiz.
Die Fläche des 7,50 km² großen Gemeindegebiets umfasst einen Abschnitt des Pays de Gex. Die südöstliche Grenze verläuft entlang der Versoix, die das Gebiet zum Genfersee entwässert. Der Bach fließt mit mehreren Mäandern durch eine breite, teils sumpfige Talniederung (Pré Nouveau). Von der Talaue erstreckt sich das Gemeindeareal nach Nordwesten auf das rund 1 Kilometer breite und drei Kilometer lange Plateau von Grilly sowie auf den angrenzenden Mont Mourex. Hier wird mit 754 m die höchste Erhebung von Grilly erreicht. Der Berg ist teils bewaldet, teils von Wiesland bedeckt und weist einen sanft geneigten Südhang auf. Das Gemeindegebiet ist Teil des Regionalen Naturparks Haut-Jura (frz.: Parc naturel régional du Haut-Jura).
Zu Grilly gehört das Dorf Mourex (651 m) an aussichtsreicher Lage am Südabhang des Mont Mourex. Nachbargemeinden von Grilly sind Sauverny und Cessy im Süden, Gex im Westen, Vesancy und Divonne-les-Bains im Norden sowie die schweizerischen Gemeinden Chavannes-des-Bois und Versoix im Osten.

## Geschichte
Das Gemeindegebiet von Grilly war bereits in vorgeschichtlicher Zeit sowie während der Römerzeit besiedelt. Erstmals urkundlich erwähnt wird der Ort im Jahr 1126 unter dem Namen Graillie. Im Lauf der Zeit wandelte sich die Schreibweise über Graliacus (1271), Grellie (1277), Greillier (1332), Greyllie (1365), Grilier (1390), Greylliacus (1397), Greylliez (1573), Greylly (1660) zum heutigen Namen Grilly, der seit 1691 belegt ist. Der Ortsname geht auf den gallorömischen Geschlechtsnamen Gralius zurück und bedeutet so viel wie Landgut des Gralius.
Seit dem Mittelalter bildete Grilly eine eigene kleine Herrschaft, die zunächst von den Grafen von Genf abhing und im 14. Jahrhundert an die Grafen von Savoyen kam. Danach teilte Grilly die wechselvolle Geschichte des Pays de Gex, mit dem es nach Abschluss des Vertrages von Lyon 1601 endgültig an Frankreich kam.

## Bevölkerung
| Jahr                       | 1962 | 1968 | 1975 | 1982 | 1990 | 1999 | 2010 | 2021 |
| Einwohner                  | 272  | 302  | 418  | 520  | 634  | 612  | 762  | 864  |
| Quellen: Cassini und INSEE |      |      |      |      |      |      |      |      |

Mit 873 Einwohnern (Stand 1. Januar 2022) gehört Grilly zu den kleinen Gemeinden des Départements Ain. Nachdem die Einwohnerzahl in der ersten Hälfte des 20. Jahrhunderts abgenommen hatte, wurde seit Beginn der 1960er Jahre wieder ein kontinuierliches Bevölkerungswachstum verzeichnet. Außerhalb des alten Ortskerns wurden zahlreiche neue Einfamilienhäuser gebaut. Die Ortsbewohner von Grilly heißen auf Französisch Grillerand(e)s.

## Sehenswürdigkeiten
Die Pfarrkirche Saint-Benoît stammt ursprünglich aus dem 15. Jahrhundert, wurde aber im 19. Jahrhundert weitgehend neu erbaut. Dabei wurden Teile des Vorgängerbaus, beispielsweise zwei gotische Seitenkapellen, mit einbezogen. Das Château de Grilly wurde im 15. Jahrhundert erbaut und im 18. Jahrhundert umgestaltet. Aus der Erbauungszeit sind ein Turm und Teile der Umfassungsmauer erhalten. Ein weiterer ehemaliger Herrschaftssitz stammt aus dem 13. Jahrhundert. Auf dem Mont Mourex befindet sich ein Steinkreis (Cromlech) bestehend aus 10 Menhiren.

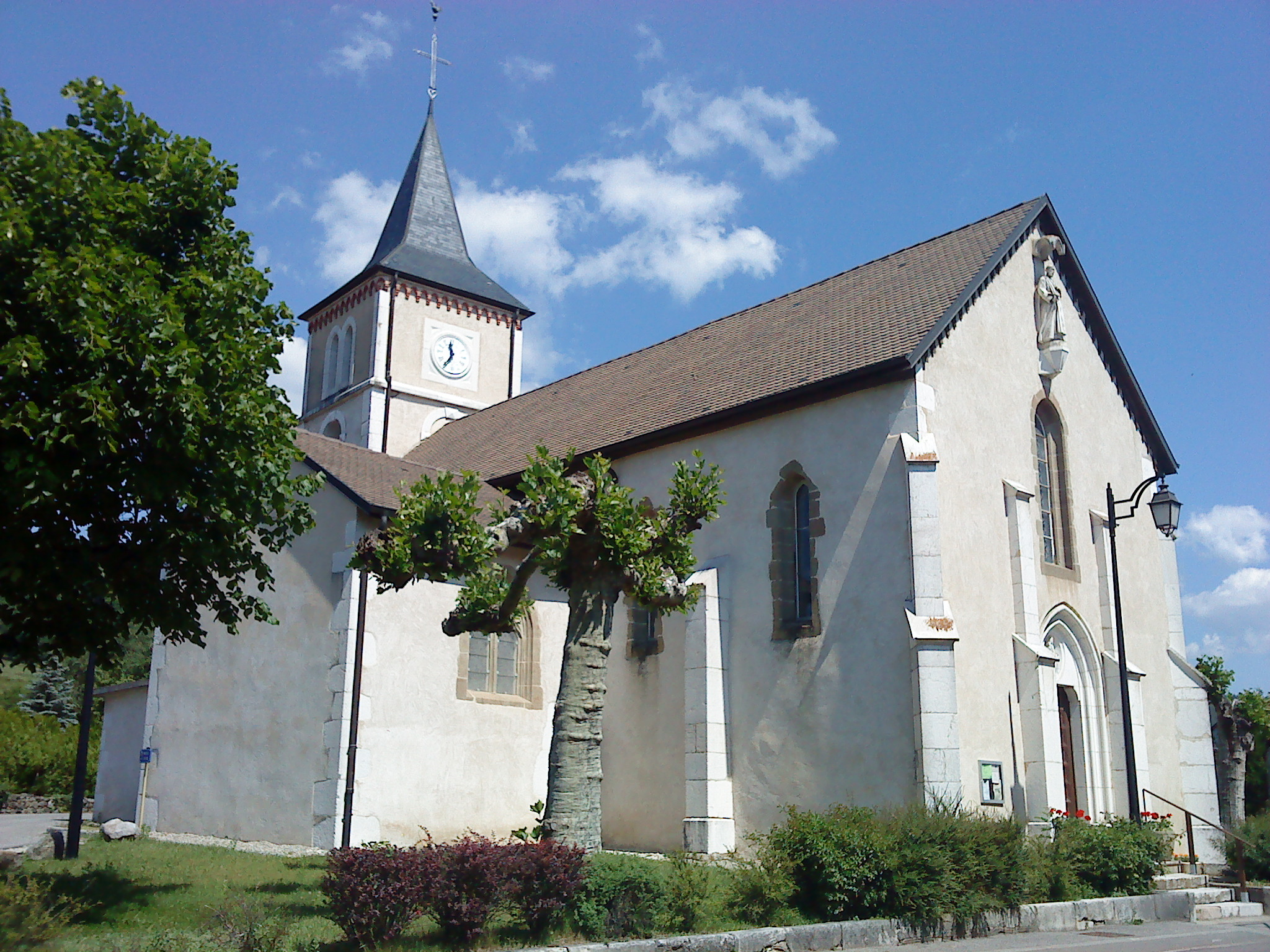
Kirche Saint-Benoît in Grilly
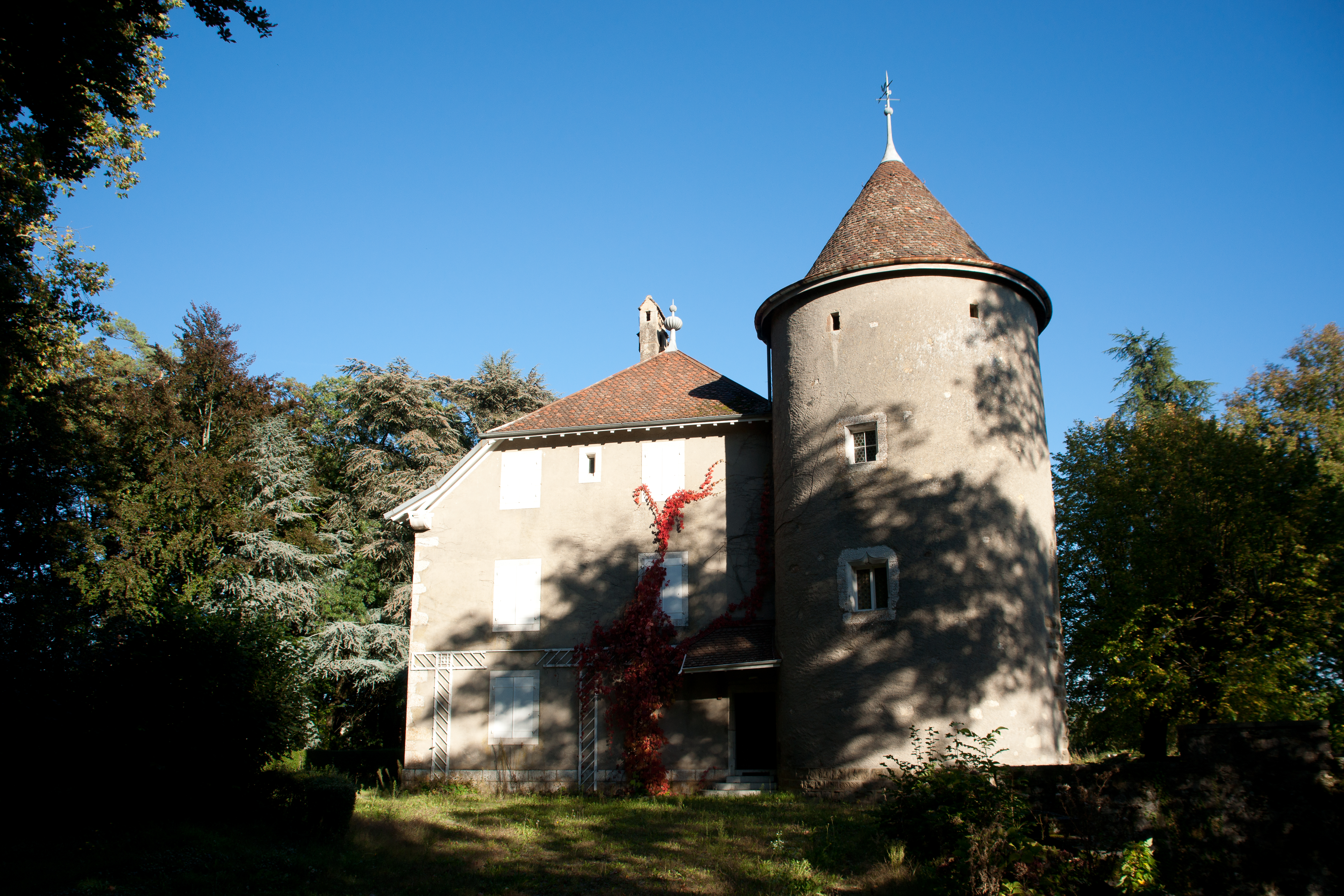
Schloss Grilly
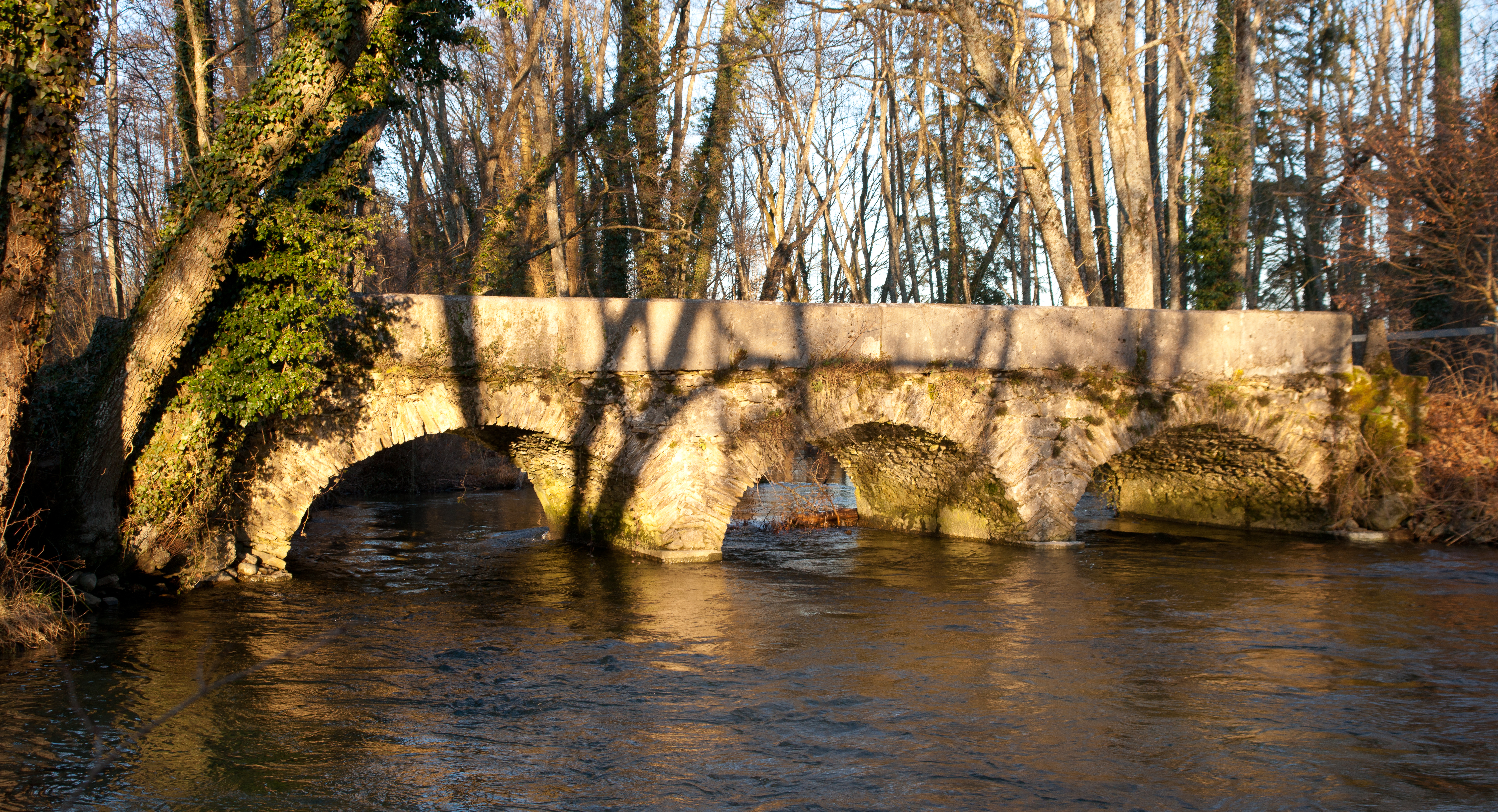
Brücke über die Versoix
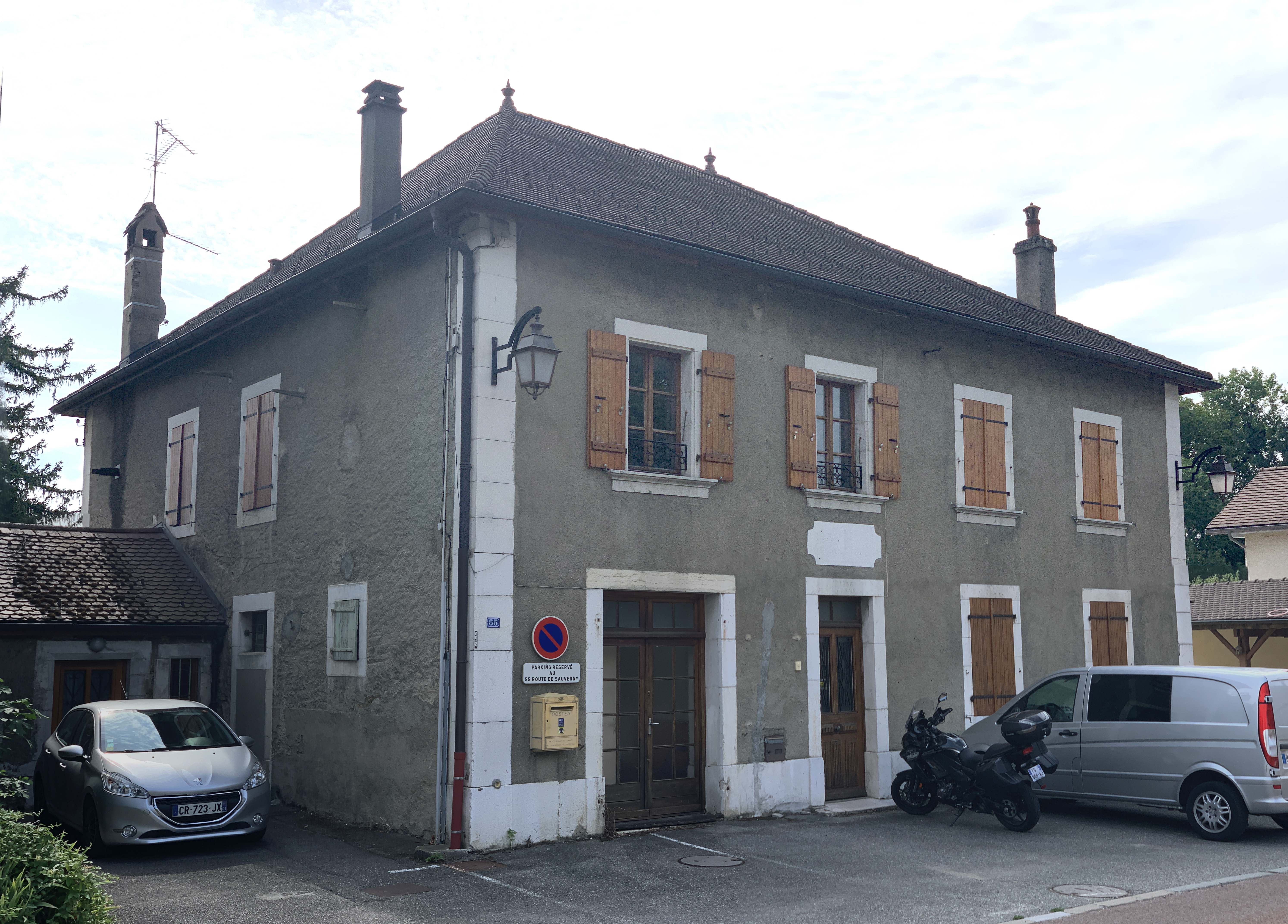
Montessori-Schule in Grilly
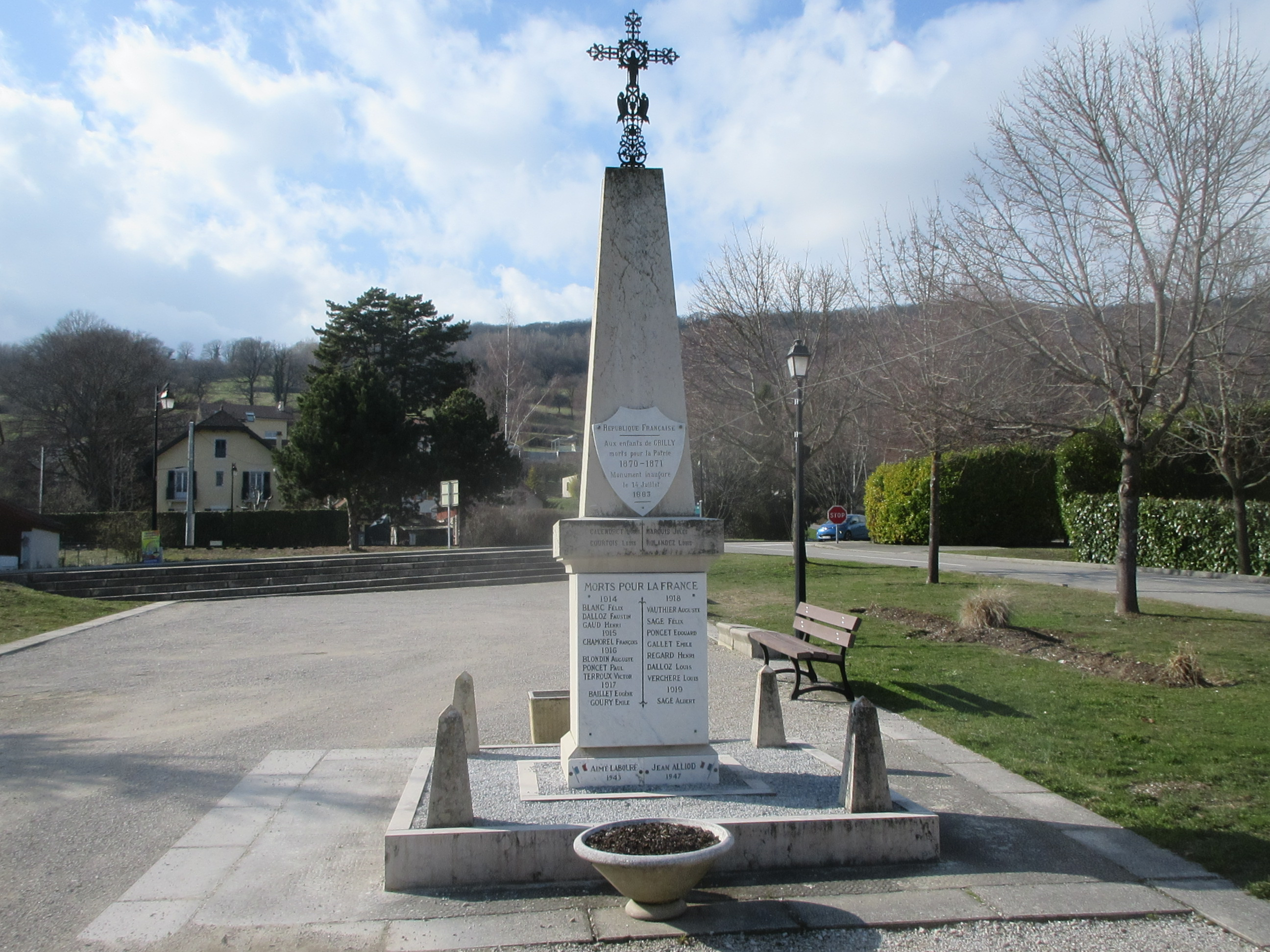
Gefallenendenkmal

## Wirtschaft und Infrastruktur
Grilly war bis weit ins 20. Jahrhundert hinein ein vorwiegend durch die Landwirtschaft geprägtes Dorf. Heute gibt es einige Betriebe des Klein- und Mittelgewerbes. Mittlerweile hat sich das Dorf zu einer Wohngemeinde gewandelt. Zahlreiche Erwerbstätige sind Wegpendler, die in den größeren Ortschaften des Pays de Gex oder als Grenzgänger in der Agglomeration Genf arbeiten.
Die Ortschaft ist verkehrsmäßig gut erschlossen. Sie liegt an der Departementsstraße D15, die von Ferney-Voltaire nach Divonne-les-Bains führt. Weitere Straßenverbindungen bestehen mit Gex und Cessy. Der nächste Anschluss an die schweizerische Autobahn A1 befindet sich in einer Entfernung von rund sechs Kilometern. Die einstige Bahnlinie, die von Bellegarde-sur-Valserine nach Divonne-les-Bains führte und auch Grilly bediente, wurde stillgelegt. An ihrer Stelle verkehren heute Busse.
In Grilly befindet sich eine private Vorschule (école maternelle).